# Bränslan (Luleå)
Bränslan is een dorp (småort) binnen de Zweedse gemeente Luleå. Het ligt aan de Lule.
Bränslan komt in die regio vaker voor als naam van dorp, zelfs binnen de gemeente Luleå zijn er nog twee kleine dorpen met die naam.
Bestuurscentrum: Luleå (Tätort)
Tätort: Alvik · Antnäs · Bälinge · Bensbyn · Bergnäset · Brändön · Ersnäs · Gammelstad · Jämtön · Kallax · Karlsvik · Klöverträsk · Måttsund · Persön · Råneå · Rutvik · Södra Sunderbyn
Småort: Ale · Ängesbyn · Avan · Björknäs en Harrviken · Björsbyn · Böle · Börjelslandet · Brännan · Bränslan · Fällträsk · Gäddvik · Hagaviken · Midbyn · Mörön · Niemisel · Norra Gäddvik · Örarna · Reveln · Smedsbyn · Södra Prästholm · Sundom · Vitå
Overig: Alhamn · Skäret · Niemiholm